# Balbina (Musikerin)

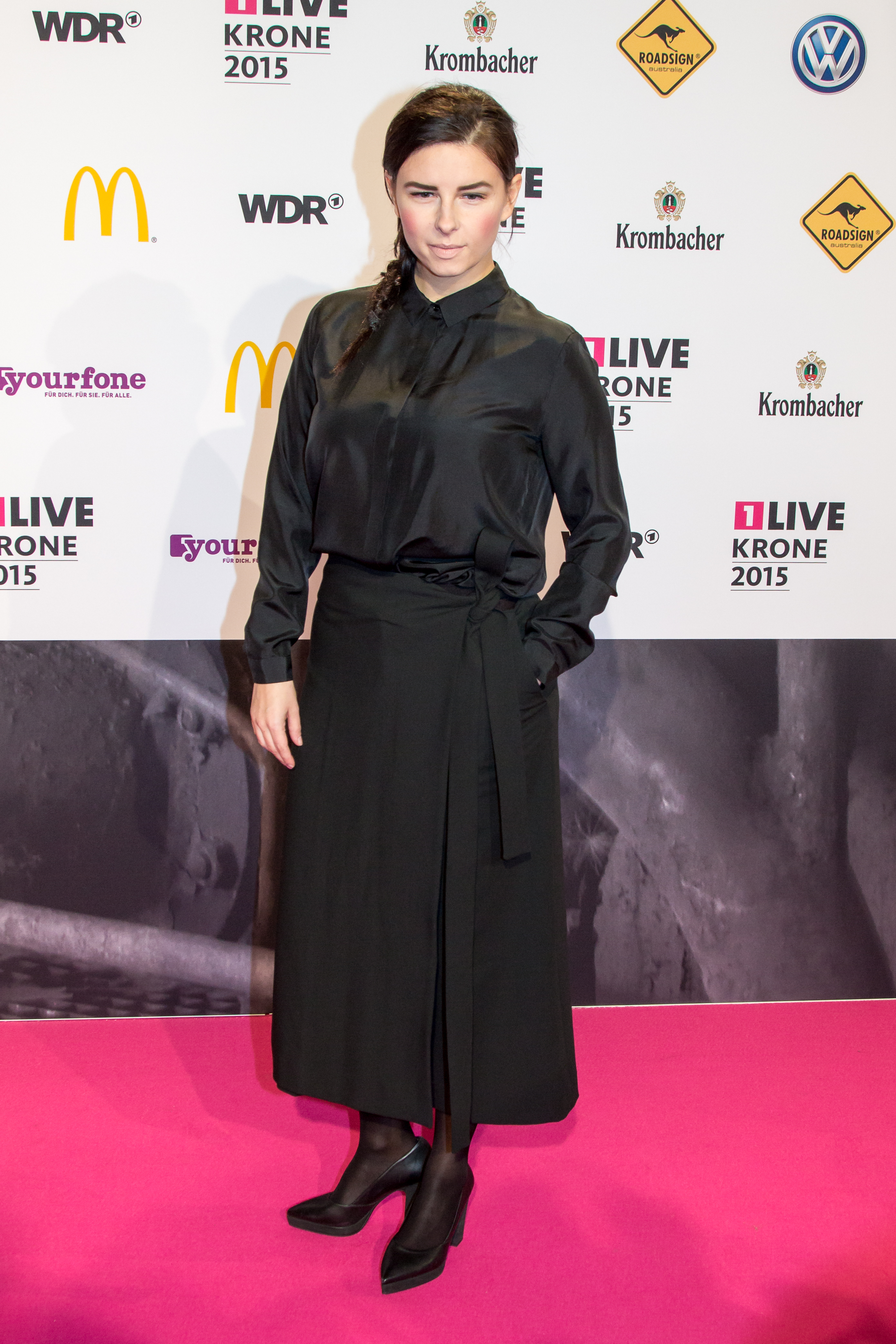
Balbina (2015)

Balbina (auch bekannt als Bina; bürgerlich Balbina Monika Jagielska, * 13. Mai 1983 in Warschau) ist eine deutsch-polnische Sängerin, Komponistin und Liedtexterin.

## Leben
Balbina wuchs bis zu ihrem dritten Lebensjahr in Warschau auf und siedelte 1986 mit ihren Eltern nach Berlin-Moabit über. Nach der Trennung der Eltern zog sie mit ihrer Mutter nach Berlin-Neukölln, wo sie später das Albert-Einstein-Gymnasium besuchte und 2002 mit dem Abitur abschloss. Ein anschließendes Studium der Betriebswirtschaftslehre beendete sie nach der Diplom-Vorprüfung.

## Musikalische Karriere
Bereits während ihrer Grundschulzeit begann Balbina Gedichte und Lieder zu schreiben, inszenierte Theaterstücke und übte autodidaktisch Gesang. Ende der 1990er-Jahre trat sie wegen ihrer Affinität zur Hip-Hop-Szene mit dem Independent-Label Royal Bunker in Kontakt und lernte dort unter anderem Prinz Pi, die Masters of Rap, K.I.Z oder auch Biztram kennen. Mit Letzterem produzierte sie 2011 ihr Debütalbum Bina.
Zunächst spielte Balbina diverse Konzerte in kleineren Klubs, um ihre Bekanntheit zu steigern. Im Sommer 2014 spielte sie im Vorprogramm der Atzen und trat als Gastsängerin für Prinz Pi in Erscheinung. Balbina trat zudem auch mit dem Deutschen Filmorchester Babelsberg auf. Ihre Shows und Produktionen sind für ihren „cineamatischen Pop-Art-Sound“ bekannt. Im November 2014 nahm sie mit Nicolas Rebscher (Gitarre, Bass, Klavier), Tobias Rebscher (Gitarre) und Christian Vinne (Schlagzeug) eine Livenersion ihrer Nichtstun EP auf. 2015 spielte Balbina im Vorprogramm von Herbert Grönemeyers Dauernd Jetzt Tour.
Ihre Coverversion zu Rammsteins Sonne war 2019 Teil der globalen Kampagne „Helden“ des Sportartikel-Herstellers Nike. Damit ist Balbina die erste deutsche Künstlerin, die einen Song für das Unternehmen beigetragen hat. Für die Produktion erhielt Balbina die Auszeichnung „Goldener Nagel“ von ADC Deutschland. Außerdem erhielt sie im gleichen Jahr den Deutschen Musikautorenpreis in der Kategorie „Text Pop“.
Balbina stand längere Zeit bei Sony Music Entertainment unter Vertrag, bevor sie 2020 ihr eigenes Label „Polkadot“ gründete.
2023 wirkte die Sängerin als Autorin auf Grönemeyers 16. Studioalbum Das ist los mit.

## Weitere künstlerische Aktivitäten
Balbina setzt sich politisch für Vielfalt und Demokratie aber auch für faire Vergütung von Musikern ein. Sie war unter anderem Teil einer Studie, die von Kulturministerin Claudia Roth mit 500.000 Euro bezuschusst wurde, die wissenschaftlich die Vergütungsmodelle von Streaminganbietern untersuchte.
Außerdem ist sie Gründungsmitglied der Akademie für Populäre Musik und des dazugehörigen musikpolitischen Forums Polyton, welches sie auch als Kreativdirektorin leitet.

## Rezeption
Der Spiegel bezeichnete Balbina als deutsche Antwort auf Sia und Björk; ihr Album Fragen über Fragen sei ein Triumph deutscher Popmusik.
Der Rolling Stone bezeichnet ihre Musik als sonderbaren, fremden, berückend schönen Sound. Mit kluger Rhetorik und raumgreifendem Sound verweigere sich Balbina dem dumpfen Deutschpoeten-Duktus und habe es denkbar schwer im Schlagerländle.
Die Vogue verglich Balbina mit Kate Bush oder Lady Gaga und urteilte, dass es kaum eine Künstlerin in Deutschland gebe, die das Zusammenkommen von Klang und Image so spannend konzeptuell umsetze.
Balbina wurde 2024 vom Tagesspiegel zu einem der 100 wichtigsten Köpfe der Berliner Kultur gekürt.

## Diskografie

### Studioalben
- 2011: Bina
- 2015: Über das Grübeln[33][34]
- 2017: Fragen über Fragen
- 2020: Punkt.
- 2025: Infinity Tunes

### EPs
- 2014: Nichtstun
- 2014: Nichtstun mit Band